# Arthur F. Burns Fellowship
Das Arthur F. Burns Fellowship ist ein deutsches Journalisten-Stipendium. Es trägt den Namen des ehemaligen US-Botschafters in Deutschland und Präsidenten des Bundesbankrats der Federal Reserve, Arthur F. Burns. Es wird von dem Verein Internationale Journalisten-Programme e. V. (IJP) vergeben.
Das Arthur F. Burns Fellowship-Programm gibt jedes Jahr zwanzig Journalisten aus Deutschland, Kanada und den USA die Gelegenheit, im Rahmen eines Arbeitsstipendiums berufliche und persönliche Erfahrungen im jeweils anderen Land zu gewinnen. Die Stipendiaten arbeiten mindestens zwei Monate in einer Gastredaktion ihrer Wahl und haben gleichzeitig die Möglichkeit, als Korrespondenten für ihre Heimatmedien zu berichten.
Das Programm wurde 1988 gegründet, um das Verständnis deutscher Journalisten von den USA und den transatlantischen Beziehungen zu stärken. Seit 1990 ist es ein Austauschprogramm zwischen beiden Staaten. Absicht des Trägers IJP ist es, vielversprechende Journalisten zu fördern. So sind einige ehemalige Stipendiaten des Programms Träger hochrangiger Auszeichnungen, zum Beispiel des Emmy Awards oder der jährlichen Preise der RIAS Berlin Kommission. 
Nach dem Vorbild des Arthur-F.-Burns-Programms haben die IJP mittlerweile elf weitere Stipendienprogramme ins Leben gerufen, die Journalisten in mehr als 50 Staaten führen können.

## Stipendiaten
- 1988: Mathias Döpfner und andere
- 1990: Karl Doemens und andere
- 1991: Angela Elis und andere
- 1992: Elisabeth Niejahr
- 1993: Nikolaus Blome, Markus Günther, Lenard F. Krawinkel und andere
- 1994: Marko Martin, Anne Gellinek und andere
- 1995: Dominik Wichmann und andere
- 1997: Richard David Precht und andere
- 1998: Volker Weidermann und andere
- 2001: David Schraven und andere[2]
- 2002: Sascha Balasko
- 2003: Sascha Lehnartz, Markus Verbeet und andere
- 2005: Manuel J. Hartung, Stephanie Nannen, Frederik Pleitgen, Benno-Falk Fuchs, Fabian Mohr und andere.
- 2006: Florian Gathmann, Tobias Jaecker und andere
- 2007: Lara Fritzsche und andere
- 2008: Mario Kaiser, Justus Bender und andere
- 2010: Susann Reichenbach und andere
- 2011: Stephan Seiler und andere
- 2012: Hristio Boytchev und andere
- 2014: Jack Nicas, Lena Kampf[3] und andere
- 2017: Judith Liere, Lars Weisbrod und andere
- 2019: Marina Kormbaki, Anna Clauß und andere
- 2021: Marcus Engert und andere
- 2022: Christoph Farkas und andere[4]

## Arthur-F.-Burns-Preis
Der Arthur-F.-Burns-Preis wird seit 1994 jährlich vom IJP und dem Bundesminister des Auswärtigen verliehen an je einen deutschen und einen amerikanischen Burns-Alumnus, der im abgelaufenen Kalenderjahr in bemerkenswerter und herausragender Weise, unter Berücksichtigung besonderen journalistischen Könnens, einen Beitrag zur politischen, wirtschaftlichen oder kulturellen Situation des jeweiligen Partnerlandes oder zu den transatlantischen Beziehungen veröffentlicht hat. Er ist mit 2000 Euro je Gewinner dotiert.

## George-F.-Kennan-Kommentar-Preis
Seit 2001 verleiht das Kuratorium des IJP jährlich den George-F.-Kennan-Kommentar-Preis an einen Journalisten, der in inhaltlich bemerkenswerter und herausragender Weise im abgelaufenen Kalenderjahr in einer deutschen Publikation einen Kommentar veröffentlicht hat, der sich mit Fragen der Vereinigten Staaten oder des transatlantischen Verhältnisses beschäftigt.
Der Preis ist mit 1000 Euro dotiert.

## Ernst-Cramer-&-Teddy-Kollek-Preis
Seit 2015 verleiht das IJP den Ernst-Cramer-&-Teddy-Kollek-Preis.